# Kinder
Kinder (в пер. с немецк. — «дети») — бренд итальянской компании Ferrero, основанный 24 октября 1969 года. Продукция под брендом Kinder включает несколько разновидностей и продаётся в 125 странах мира.

## Продукция

### Шоколадные батончики
- Kinder Chocolate — плитка молочного шоколада. В Германии продаётся под названием Kinder Riegel[1].

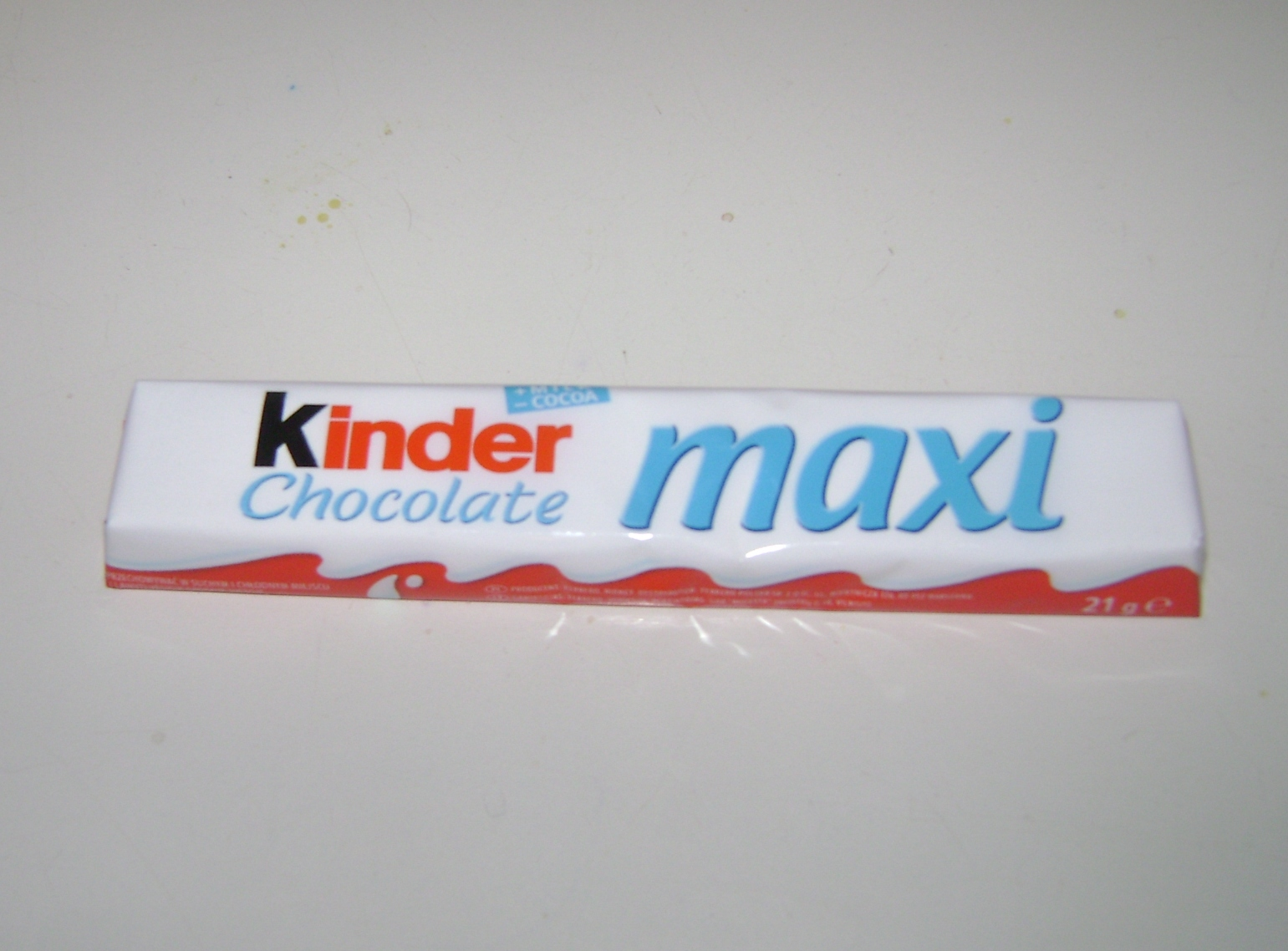
Плитка шоколада Kinder Maxi

- Kinder Maxi — удлинённая версия Kinder Chocolate.
- Kinder Bueno — набор из двух шоколадных вафель с начинкой из фундучного крема. Он был выпущен в Италии в 1990 году[2]. В 1999 году был представлен Bueno с белым шоколадом. В 2017 году были выпущены варианты Kinder Bueno с кокосом и тёмным шоколадом.
- Kinder ChocoFresh — двухслойный шоколадный батончик. На дне слой орехового крема, затем слой взбитых сливок, а затем слой шоколада.

### Другие кондитерские изделия
- В рождественском сезоне выпускаются и продаются рождественские календари и рождественские чулки.
  - Также имеются рождественские носки в стиле DC Super Hero Girls и Мира юрского периода.

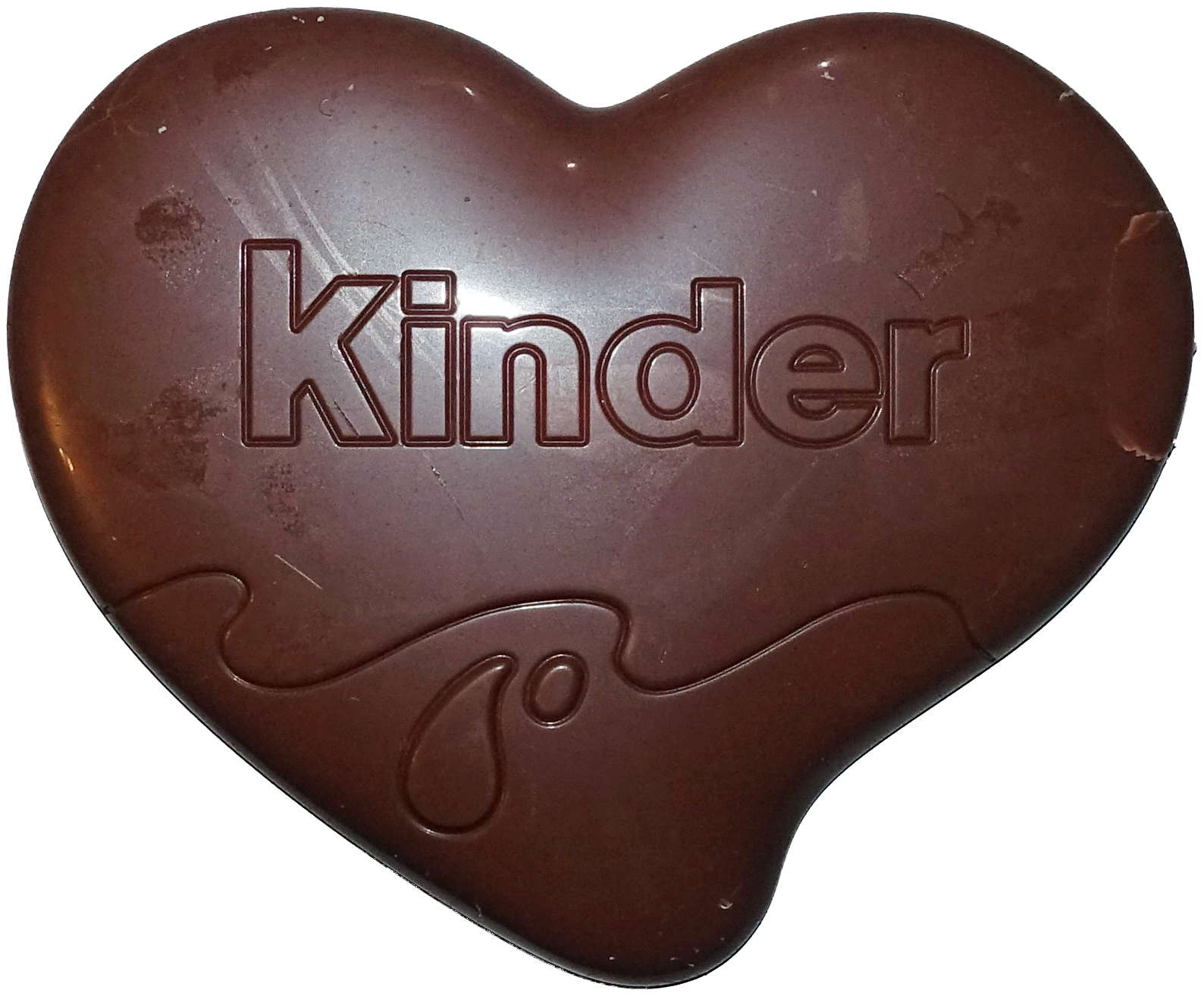
Шоколадное сердце Kinder

- Кондитерские изделия в форме сердечек продаются в сезон дня святого Валентина.

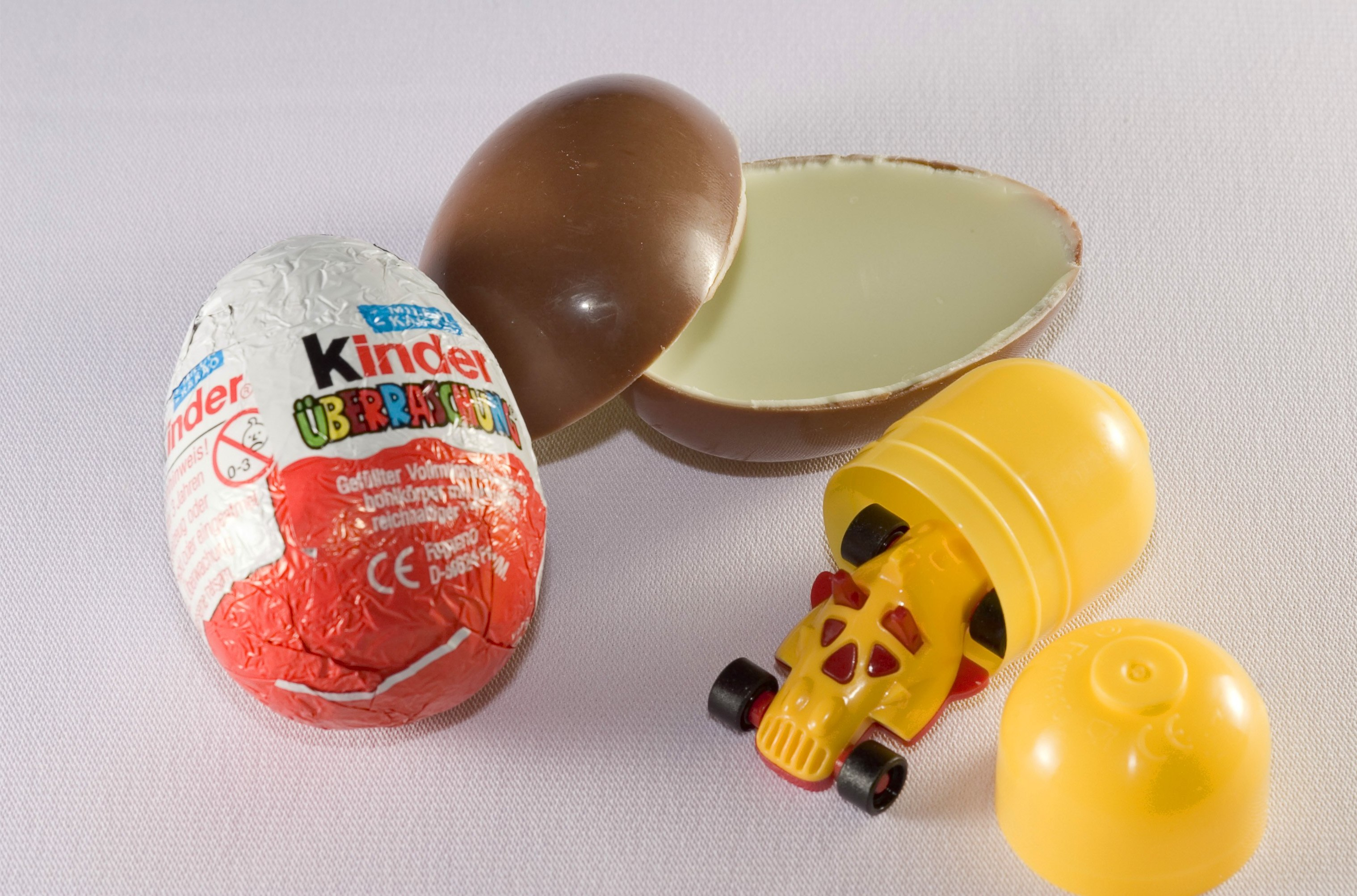
Шоколадное яйцо Kinder Surprise с игрушкой

- Kinder Surprise — шоколадное яйцо. Внешняя поверхность яйца покрыта молочным шоколадом, а внутренняя — молочным кремом[3]. Внутри шоколадного яйца находится капсула с игрушкой.
- Kinder Joy — по форме напоминает Kinder Surprise, но имеет пластиковую упаковку в форме яйца, которая внутри разделена на две половинки. Одна половинка содержит два слоя шоколада: один со вкусом молочного шоколада, другой со вкусом белого шоколада, которые едят с помощью прилагающейся ложки. В ганаше находятся две круглые вафли в шоколаде. В другой половинке находится маленькая игрушка.

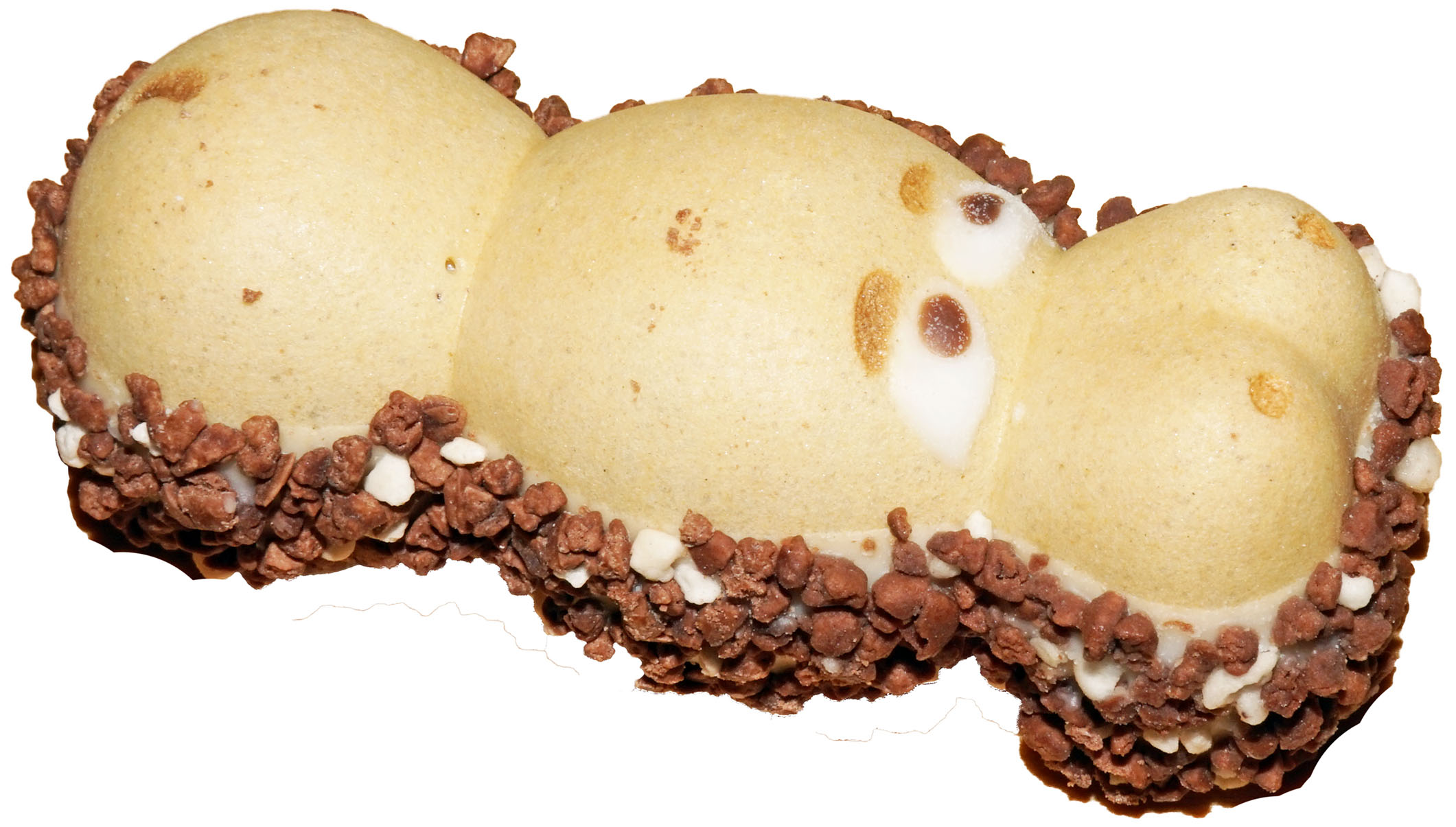
Kinder Happy Hippo

- «Happy Hippo» — батончик в форме бегемота с вафельным покрытием, белой начинкой и начинкой из фундука. Батончики Happy Hippo также выпускаются и продаются с шоколадом.
- Kinder Delice — шоколадное пирожное с прослойкой из молока и шоколадным покрытием.
- Kinder Pingui — похож на Kinder Delice за исключением полной шоколадной глазури и большего количества молочной начинки внутри
- Milky Bites, известные в Великобритании как Choco Bons — маленькие яйца в молочном шоколаде с начинкой из фундука и белого шоколада.
- Country Crisp — похож на Kinder Chocolate, содержит небольшие кусочки хлопьев и зёрен внутри шоколадной начинки, а также вафельную оболочку (также известен под названиями «Kinder Country» и «Kinder Cereali»).
- Kinder Maxi King — молочное пирожное со слоем карамели внутри и орехово-шоколадной глазурью.
- Kinder Paradiso — бисквитное пирожное со слегка лимонным вкусом, сливочно-молочной начинкой и сахарной пудрой.
- Kinder Milk Slice (рус. «Молочный ломтик») — бисквит с молочной начинкой.
- Kinder Yogurt Slice — бисквитное пирожное с йогуртовым кремом и лёгким лимонным привкусом.
- Kinder Brioss — бисквитное пирожное с молочным шоколадом сверху и молочной начинкой.
- Kinder Breakfast Plus — бисквитное пирожное с пятью хлопьями внутри, солодом сверху и какао внутри.
- Kinder Pan and Choc — бисквитное пирожное, в котором также есть шоколадный бисквит с начинкой из какао.
- Kinder CereAlé — батончик из хлопьев с клубничной и кремовой начинками. Он был создан на всемирной выставке (2015).
- Kinder Tronky — печенье, сочетающее в себе слои молочного крема, крошки печенья и шоколада с вафельной крошкой. Представлено в 2023 году[4].
- Kinder Kinderini — печенье в форме детских голов.
- Kinder Ice Cream — мороженые разных сортов[5].

## Спонсорство волейбола
Kinder спонсирует сборные Испании, Италии и Португалии по волейболу.